# アルピーヌ・A441
アルピーヌ・A441（Alpine A441）は、アルピーヌが1974年にヨーロッパ2リッター選手権参戦用に開発・製作したレーシングカーである。この項ではA440についても併せて記す。

## A440

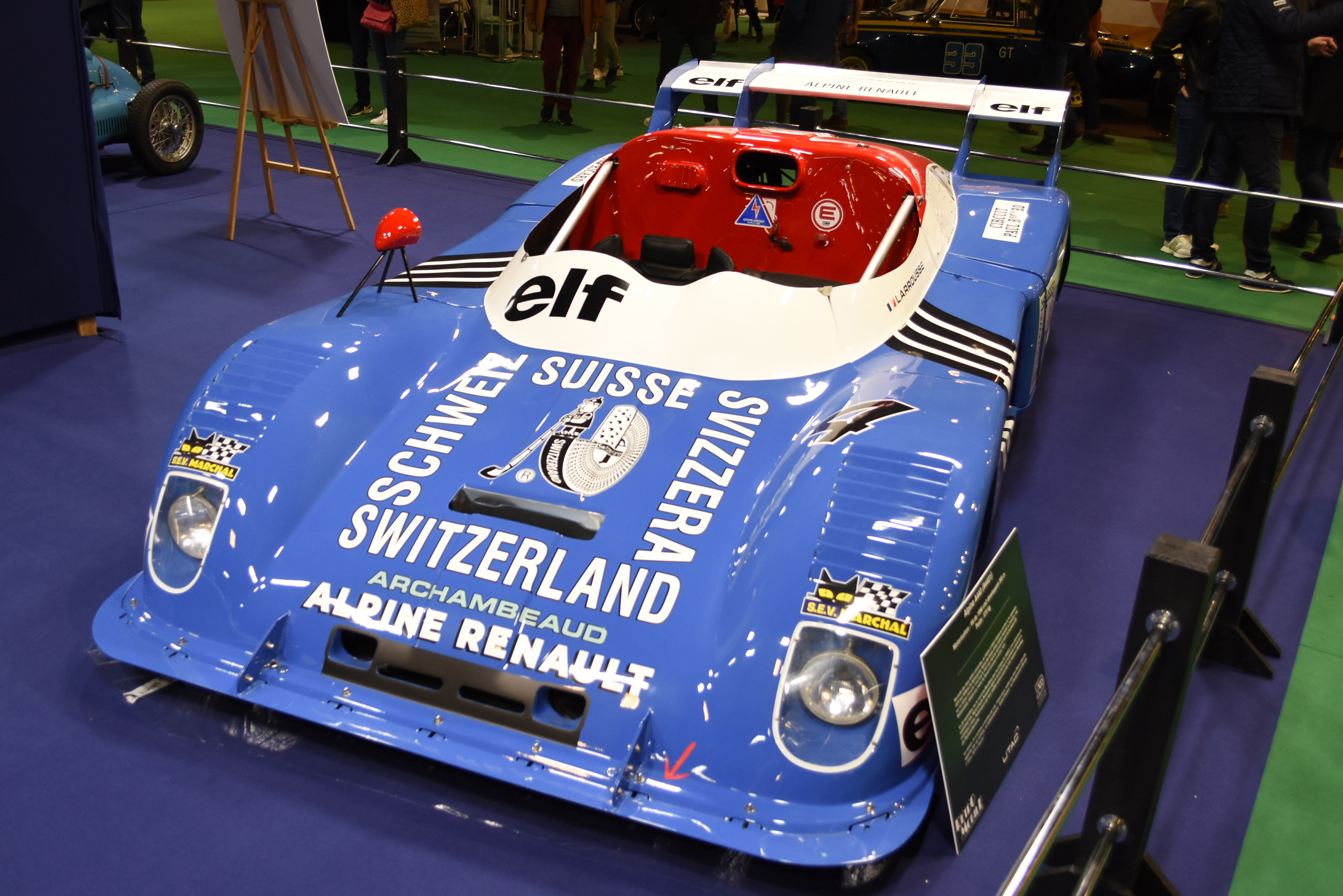
アルピーヌ・A440

1973年にルノーの完全子会社化されたアルピーヌは、同年からヨーロッパ2リッター選手権にA440で参戦を開始し、1969年以来4年ぶりにスポーツカーレースに復帰を果たした。
A440は当時としては一般的なスペースフレームのシャシーとダブルウィッシュボーン・サスペンションを備えたマシンで、タイヤはミシュランの13インチ装着、ボディカウルのデザインはマルセル・ユベールが行った。エンジンはルノー・ゴルディーニのDOHC・4バルブ、NA・V6の2リッター、CH-1型を搭載していた。出力は285ps/9800rpmで、ギヤボックスはヒューランドのFT200を装備していた。
A440はジャン＝ピエール・ジャブイーユのドライブにより、1973年のヨーロッパ2リッター選手権に計3戦出場したが、ノーポイントに終わった。

## A441

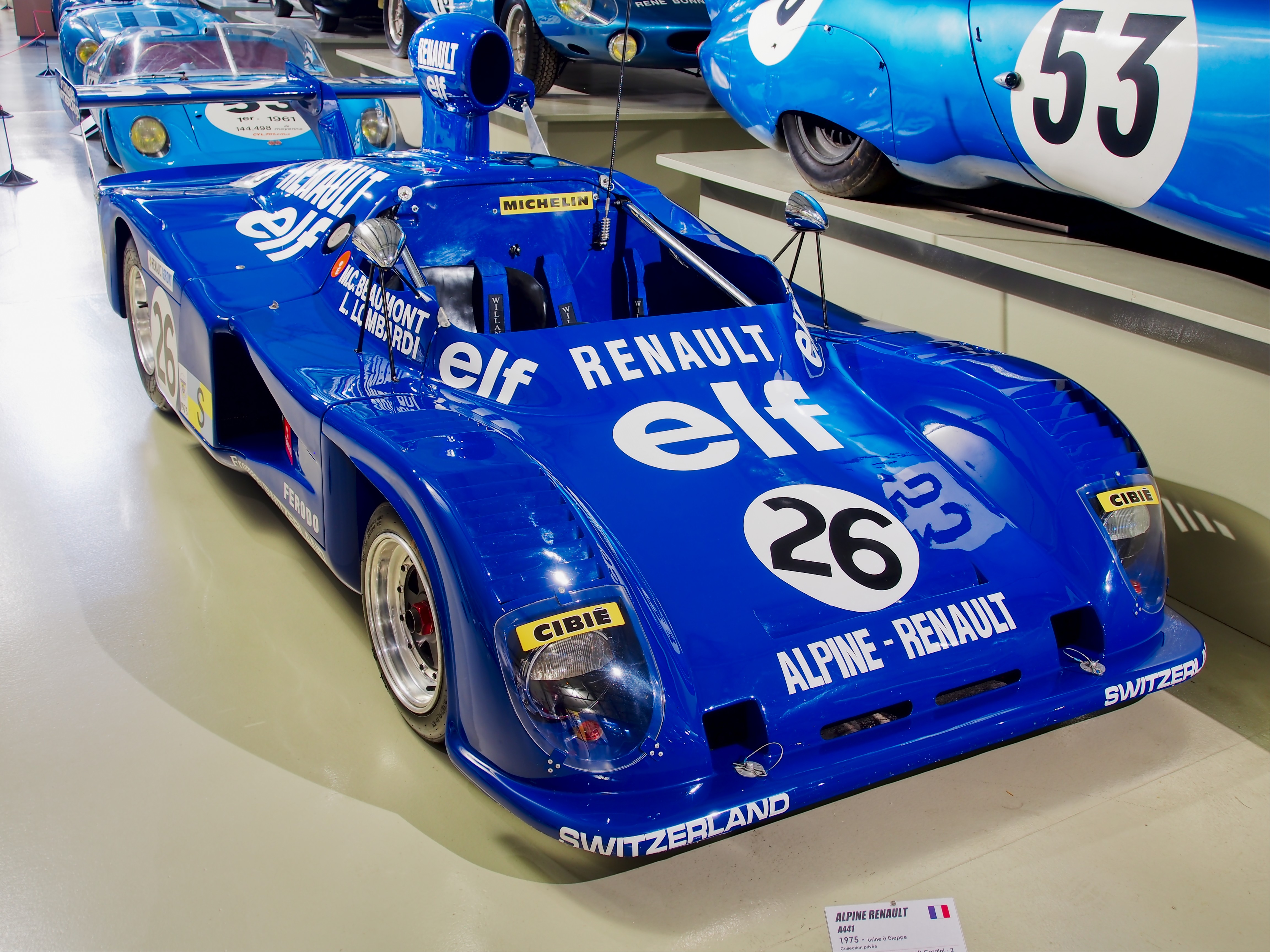
1975年のル・マンに出場したA441C

不本意な成績に終わった1973年の結果を踏まえアルピーヌはA440をベースにA441を開発した。A441はCH-1エンジンに改良を施し、ギヤボックスもヒューランドのFT200からFG400に変更するなどマシンの信頼性を向上させていた。オフシーズンに精力的にトラブルシューティングテストを重ねた結果、1974年のヨーロッパ2リッター選手権でアルピーヌは7戦全勝を達成した。アラン・セルパッジがドライバーズ・チャンピオンを獲得し、2位にジェラール・ラルース、3位にもジャブイーユが入り、アルピーヌ勢がランキング上位を独占する圧倒的な成績を収めた。
非選手権レースとして開催された1975年のル・マンには、エクイップ・エルフ・フランスからA441Cがマリー・クロード・ボーモン/レラ・ロンバルディの2人の女性ドライバーによって出場した。予選では健闘し9位で決勝に進出したが、レースでは8時間目、燃料ポンプのトラブルによってリタイアに終わった。
1975年シーズン後半には日本の富士グランチャンピオンレース（GC）第4戦 富士マスターズ250キロに、A441がジャブイーユのドライブによって参戦した。予選ではポールポジションを獲得したが、悪天候とアクシデントにより翌週に順延された決勝は欠場した。続く第5戦 富士ビクトリー200キロにはボーモンがGC初の女性ドライバーとしてA441で参戦し10位でゴールした。その後このA441はハラダ・レーシングによりGCや耐久レースで活躍し、1978年の富士ロングディスタンスシリーズでは長谷見昌弘/星野一義組により1勝2位2回の活躍でランキング2位の成績を残した。